# Team Garmin-Cervélo/2011

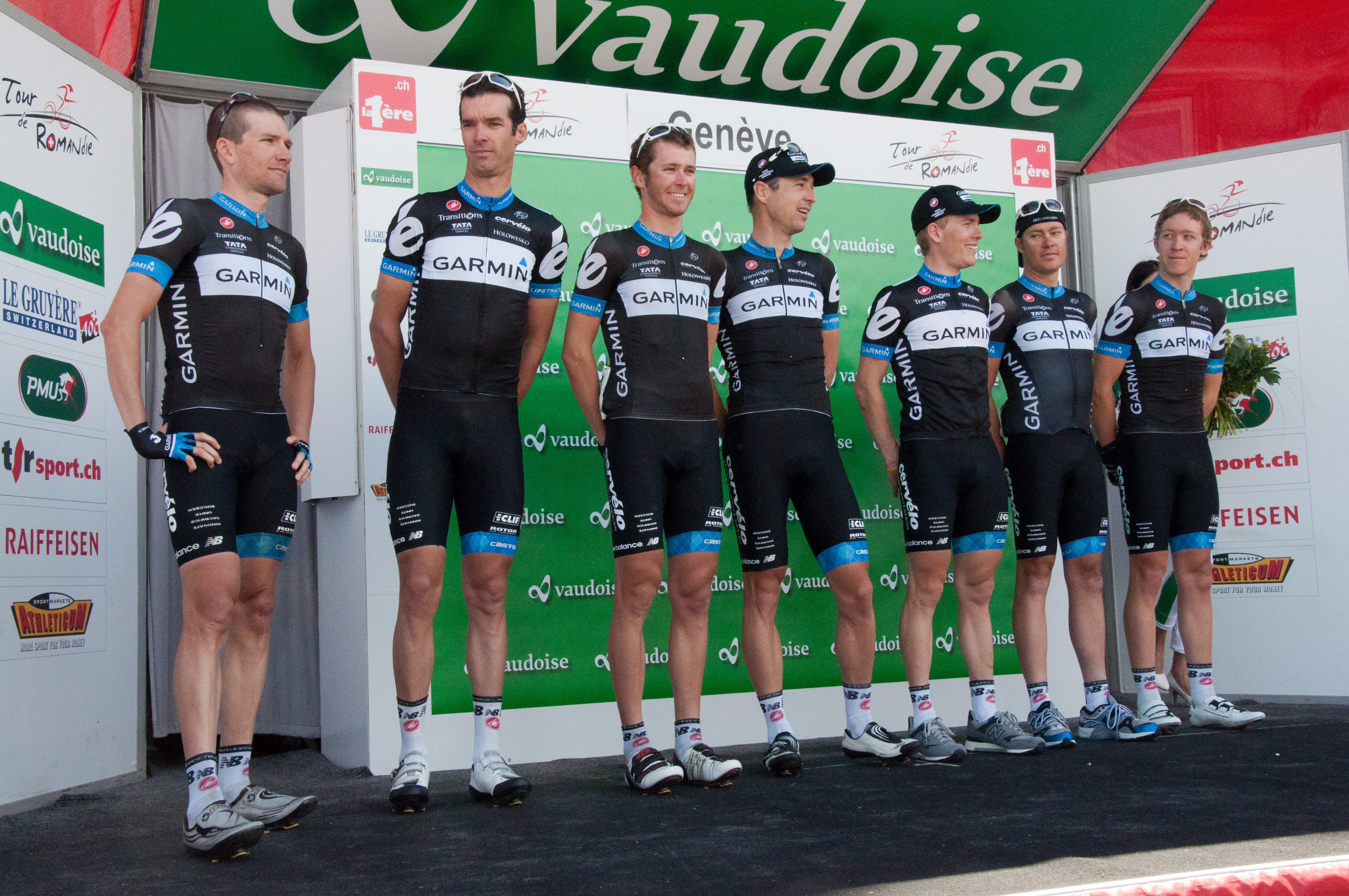
Team Garmin-Cervélo 2011

Deze pagina geeft een overzicht van de Team Garmin-Cervélo wielerploeg in 2011. Het team was dit seizoen een van de UCI World Tour teams.

## Algemeen
Sponsors: Garmin en Cervélo Cycles
Algemeen manager: Doug Ellis
Directeur sportief: Jonathan Vaughters
Ploegleiders: Lionel Marie, Chann McRae, Matthew White
Fietsmerk: Cervélo
Materiaal: Shimano

## Renners
| Naam                  | Geboortedatum | Nationaliteit       | Ploeg 2010                   |
| --------------------- | ------------- | ------------------- | ---------------------------- |
| Jack Bobridge         | 13-07-1989    | Australië           |                              |
| Thomas Danielson      | 13-03-1978    | Verenigde Staten    |                              |
| Julian Dean           | 28-01-1975    | Nieuw-Zeeland       |                              |
| Tyler Farrar          | 02-06-1984    | Verenigde Staten    |                              |
| Murilo Fischer        | 16-06-1979    | Brazilië            |                              |
| Roger Hammond         | 30-01-1974    | Verenigd Koninkrijk | Cervélo TestTeam             |
| Heinrich Haussler     | 25-02-1984    | Australië           | Cervélo TestTeam             |
| Ryder Hesjedal        | 09-12-1980    | Canada              |                              |
| Thor Hushovd          | 18-01-1978    | Noorwegen           | Cervélo TestTeam             |
| Andreas Klier         | 15-01-1976    | Duitsland           | Cervélo TestTeam             |
| Michel Kreder         | 15-08-1987    | Nederland           |                              |
| Brett Lancaster       | 15-11-1979    | Australië           | Cervélo TestTeam             |
| Daniel Lloyd          | 11-08-1980    | Verenigd Koninkrijk | Cervélo TestTeam             |
| Martijn Maaskant      | 27-07-1983    | Nederland           |                              |
| Daniel Martin         | 20-08-1986    | Ierland             |                              |
| Christophe Le Mével   | 11-09-1980    | Frankrijk           | Française des Jeux           |
| Cameron Meyer         | 11-01-1988    | Australië           |                              |
| Travis Meyer          | 08-06-1989    | Australië           |                              |
| David Millar          | 04-01-1977    | Verenigd Koninkrijk |                              |
| Ramunas Navardauskas  | 30-11-1988    | Litouwen            | La Pomme Marseille           |
| Thomas Peterson       | 24-12-1986    | Verenigde Staten    |                              |
| Gabriel Rasch         | 08-04-1976    | Noorwegen           | Cervélo TestTeam             |
| Peter Stetina         | 08-08-1987    | Verenigde Staten    |                              |
| Andrew Talansky       | 23-11-1988    | Verenigde Staten    |                              |
| Christian Vande Velde | 22-05-1976    | Verenigde Staten    |                              |
| Sep Vanmarcke         | 28-07-1988    | België              | Topsport Vlaanderen-Mercator |
| Johan Vansummeren     | 04-02-1981    | België              |                              |
| Matthew Wilson        | 01-10-1977    | Australië           |                              |
| David Zabriskie       | 12-01-1979    | Verenigde Staten    |                              |

## Overwinningen
| Nationale kampioenschappen Australië - wegtijdrit: Cameron Meyer Australië - wegwedstrijd: Jack Bobridge Verenigde Staten - wegtijdrit: David Zabriskie Brazilië - wegwedstrijd: Murilo Fischer Litouwen - wegwedstrijd: Ramunas Navardauskas Tour Down Under 4e etappe: Cameron Meyer Eindklassement: Cameron Meyer Challenge Mallorca Trofeo Palma de Mallorca: Tyler Farrar Trofeo Cala Millor: Tyler Farrar Trofeo Magaluf-Palmanova: Murilo Fischer Ronde van Qatar 2e etappe: Heinrich Haussler 3e etappe: Heinrich Haussler Tirreno-Adriatico 2e etappe: Tyler Farrar | Ronde van de Sarthe 2e etappe: Michel Kreder Parijs-Roubaix Winnaar: Johan Vansummeren Ronde van Californië 6e etappe: David Zabriskie Ronde van Italië 21e etappe (IT): David Millar Ronde van Zwitserland 4e etappe: Thor Hushovd Ster ZLM Toer 2e etappe: Tyler Farrar Puntenklassement: Tyler Farrar Ronde van Toscane Winnaar: Daniel Martin | Ronde van Frankrijk 2e etappe (TT): Tourteam Garmin Cervélo 3e etappe: Tyler Farrar 13e etappe: Thor Hushovd 16e etappe: Thor Hushovd Ronde van Polen 6e etappe: Daniel Martin Ronde van Spanje 9e etappe: Daniel Martin Ronde van Groot-Brittannië 4e etappe: Thor Hushovd Duo Normand Winnaar: Johan Vansummeren +Thomas Dekker Ronde van Peking 2e etappe: Heinrich Haussler |

Mannen: 2005 · 2006 · 2007 · 2008 · 2009 · 2010 · 2011 · 2012 · 2013 · 2014 · 2015 · 2016 · 2017 · 2018 · 2019 · 2020 · 2021 · 2022 · 2023 · 2024 · 2025
Vrouwen: 2024 · 2025
AG2R-La Mondiale · Astana · BMC Racing Team · Euskaltel-Euskadi · Team Garmin-Cervélo · Team HTC-High Road · Katjoesja · Lampre-ISD · Team Leopard-Trek · Liquigas-Cannondale · Team Movistar · Omega Pharma-Lotto · Quick Step · Rabobank · Team RadioShack · Saxo Bank-Sungard · Sky ProCycling · Vacansoleil-DCM